# سوزان هاک
سوزان هاک (به انگلیسی: Susan Haack) (متولد ۱۹۴۵ در انگلستان) استاد فلسفه و حقوق دانشگاه میامی است. آثار او در حوزه منطق، فلسفه زبان، معرفت‌شناسی و متافیزیک است.
کتاب «فلسفه منطق» از سوزان هاک با ترجمه محمدعلی حجتی به فارسی ترجمه شده‌است. مباحث و موضوعات مطرح شده توسط هاک در علم منطق و حقوق، تأثیرات قابل توجهی در این حوزه‌ها بر جای گذاشته است. او در پراگماتیسم پیرو چارلز سندرز پیرس است.